# Jangsan
Jangsan je město v Jižní Koreji. Nachází se v jihovýchodní části území, v provincii Jižní Kjongsang. Mezi místní atrakce patří chrám Tchongdosa, jangsanská věž a jangsanský stadion.

## Partnerská města
- Jurihondžó, Japonsko (10. srpen 1998)